# Ван де Велде, Петер
Петер ван де Велде, или Питер ван ден Велде (нидерл. Peter van de Velde, Peter van den Velde; 27 февраля 1634, Антверпен — 1723, Антверпен) — фламандский живописец, мастер марины (морского пейзажа) Золотого века Нидерландов.

## Биография
Художник родился в Антверпене в семье мастера по изготовлению золотой фольги Петера ван ден Велде и Марии Нобис. В 1654 году стал мастером Гильдии Святого Луки. Между 1666 и 1680 годами он был записан в гильдии как имевший учеников. Однако предполагаемые даты его смерти у разных биографов сильно расходятся: после 1687 года, после 1694 или 1995 года, 1707 и даже после 1723 года. Поэтому историки искусства полагают, что за долгим сроком жизни, приписываемым этому художнику, могли скрываться два человека, работавшие в одной мастерской под одним именем, возможно, отец и сын: Петер ван де Велде Первый и Петер ван де Велде Второй.
Петер ван де Велде женился в Антверпене 22 апреля 1672 года на Катарине де Неве. Известно несколько его датированных картин до 1723 года (самая поздняя дата указана на одной из его картин). В документах также записано, что между 1668 и 1675 годами он создал пятьдесят малых картин для антверпенских торговцев, которые экспортировали эти работы в Вену. Свои картины художник часто подписывал монограммой «P.V.V.».
Сын Петера ван де Велде крещён в Антверпене в 1687 году.

## Галерея

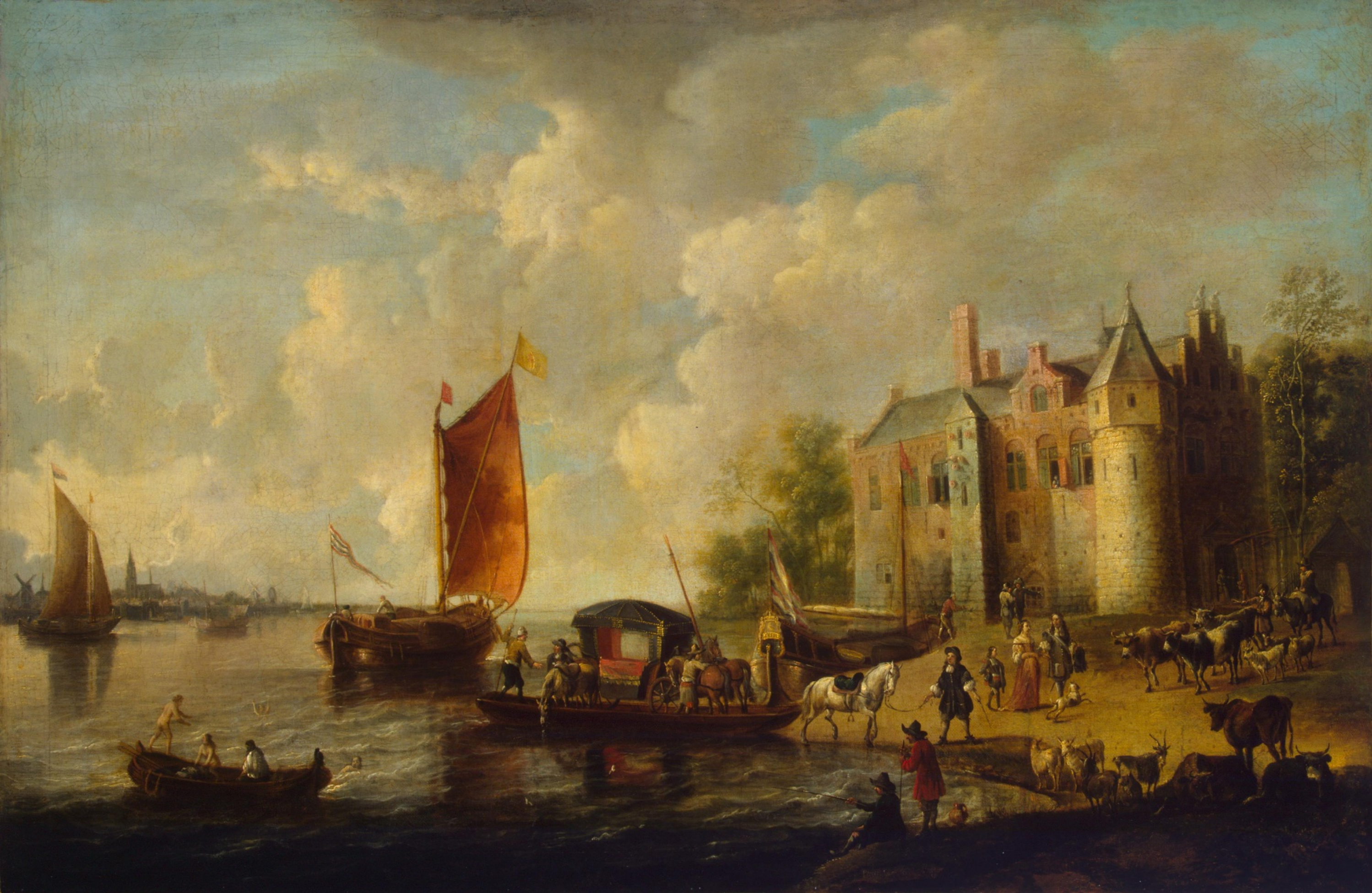
Замок на берегу реки. 1670-е. Холст, масло. Государственный Эрмитаж, Санкт-Петербург
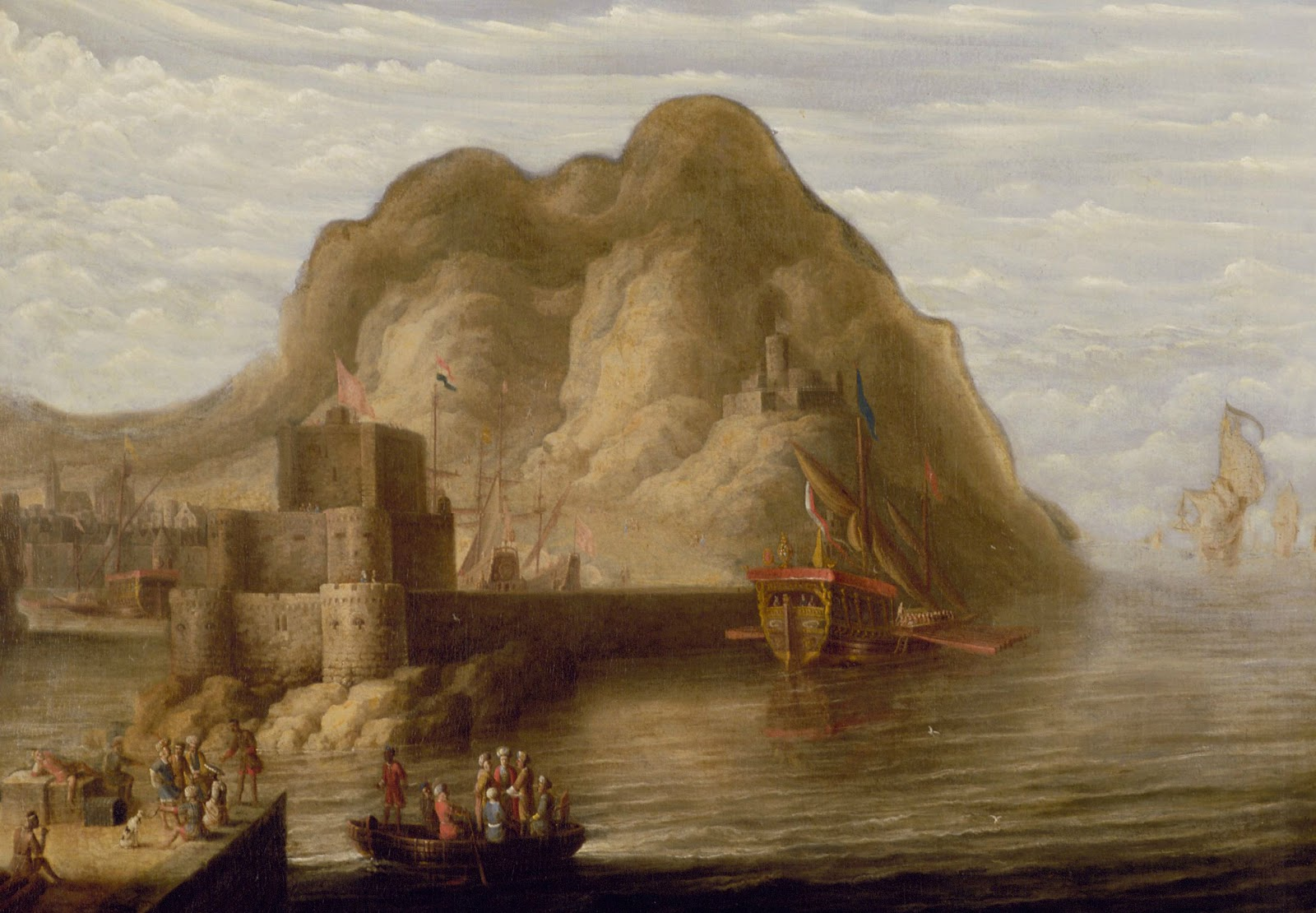
Вид на Гибралтар. Между 1649 и 1714. Холст, масло. Частное собрание
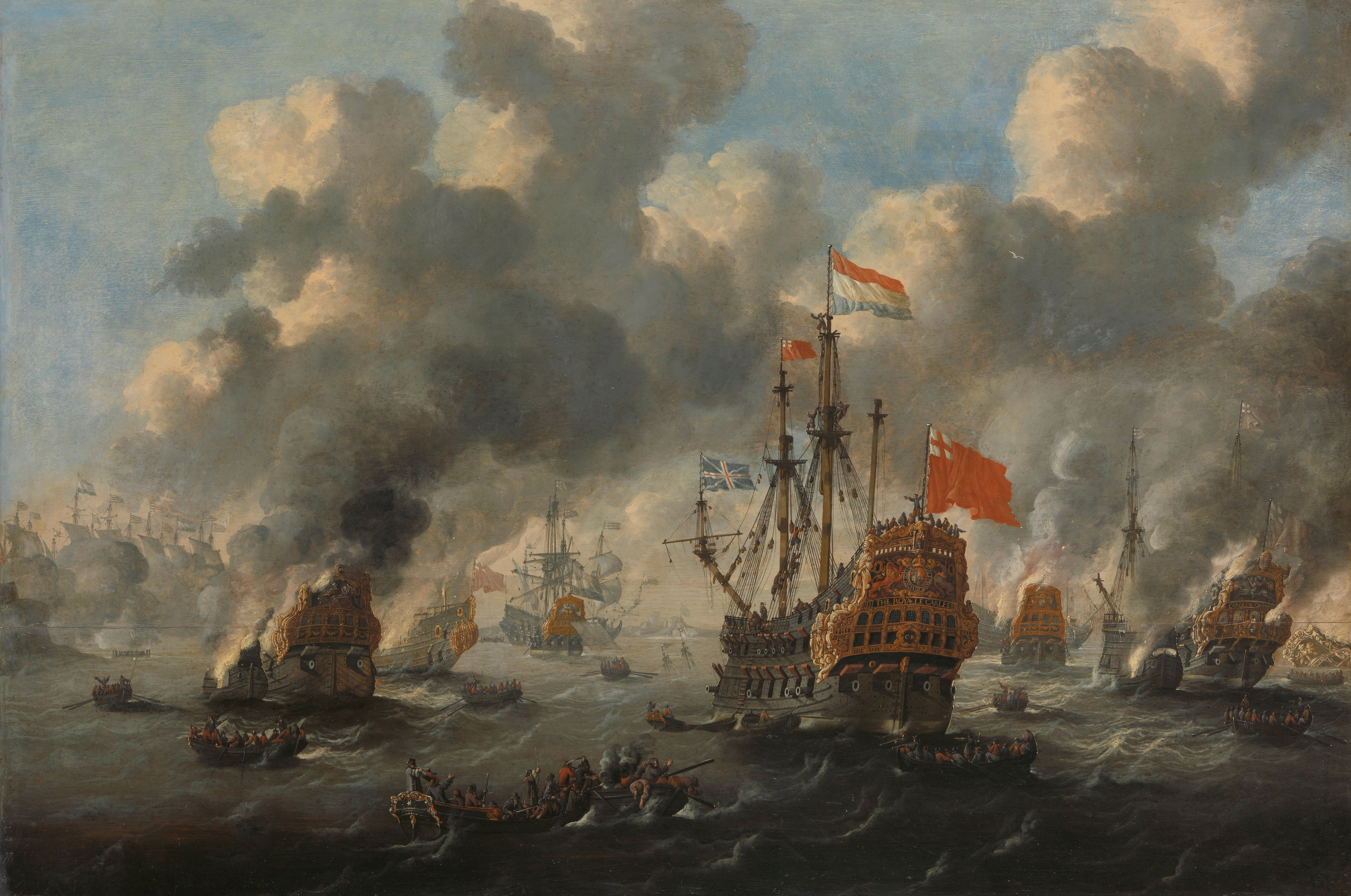
Голландцы сжигают английский флот перед Чатемом. Между 1667 и 1700. Дерево, масло. Рейксмюсеум, Амстердам
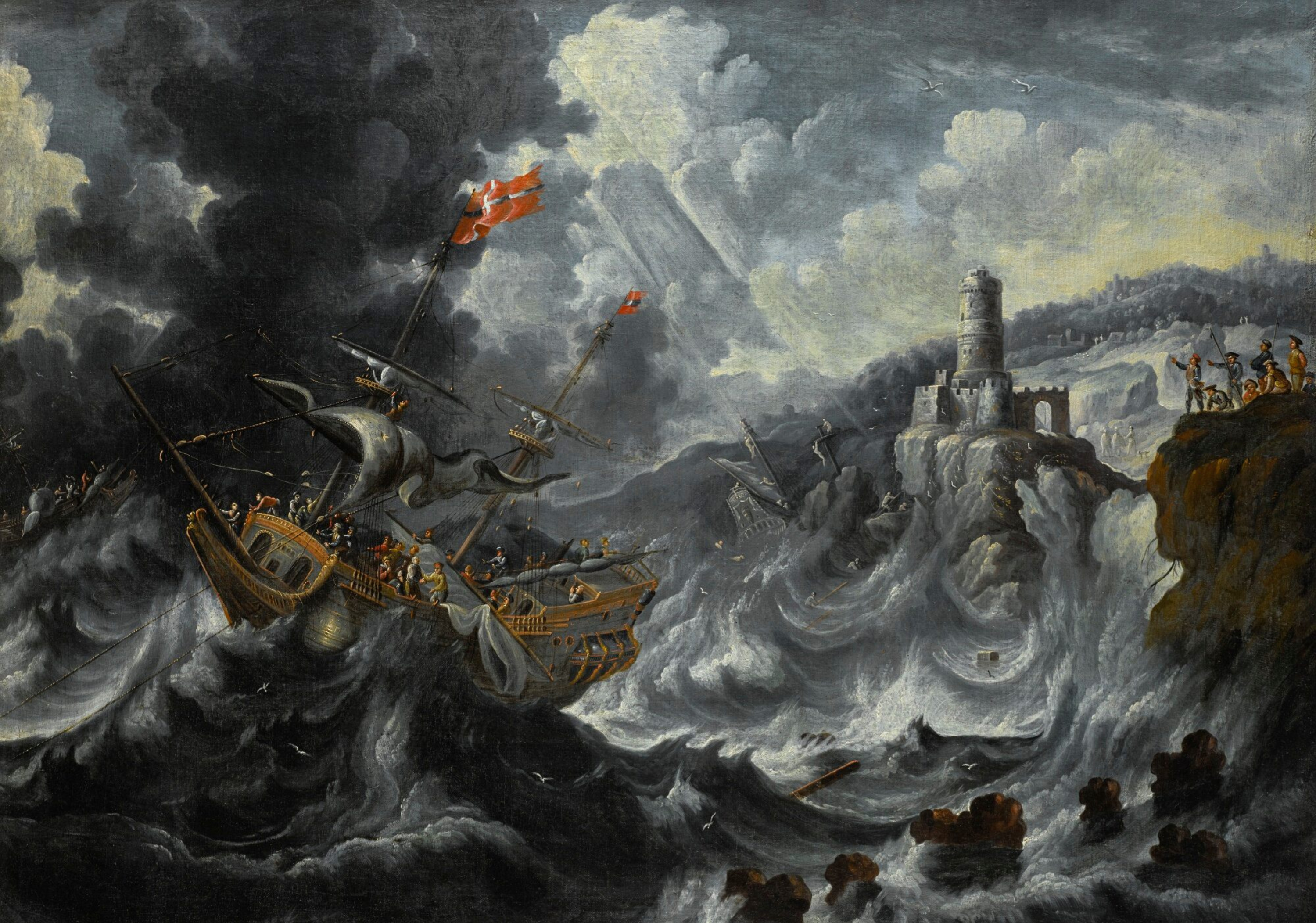
Побережье с кораблём в бушующем море. Между 1675 и 1720. Холст, масло. Частное собрание
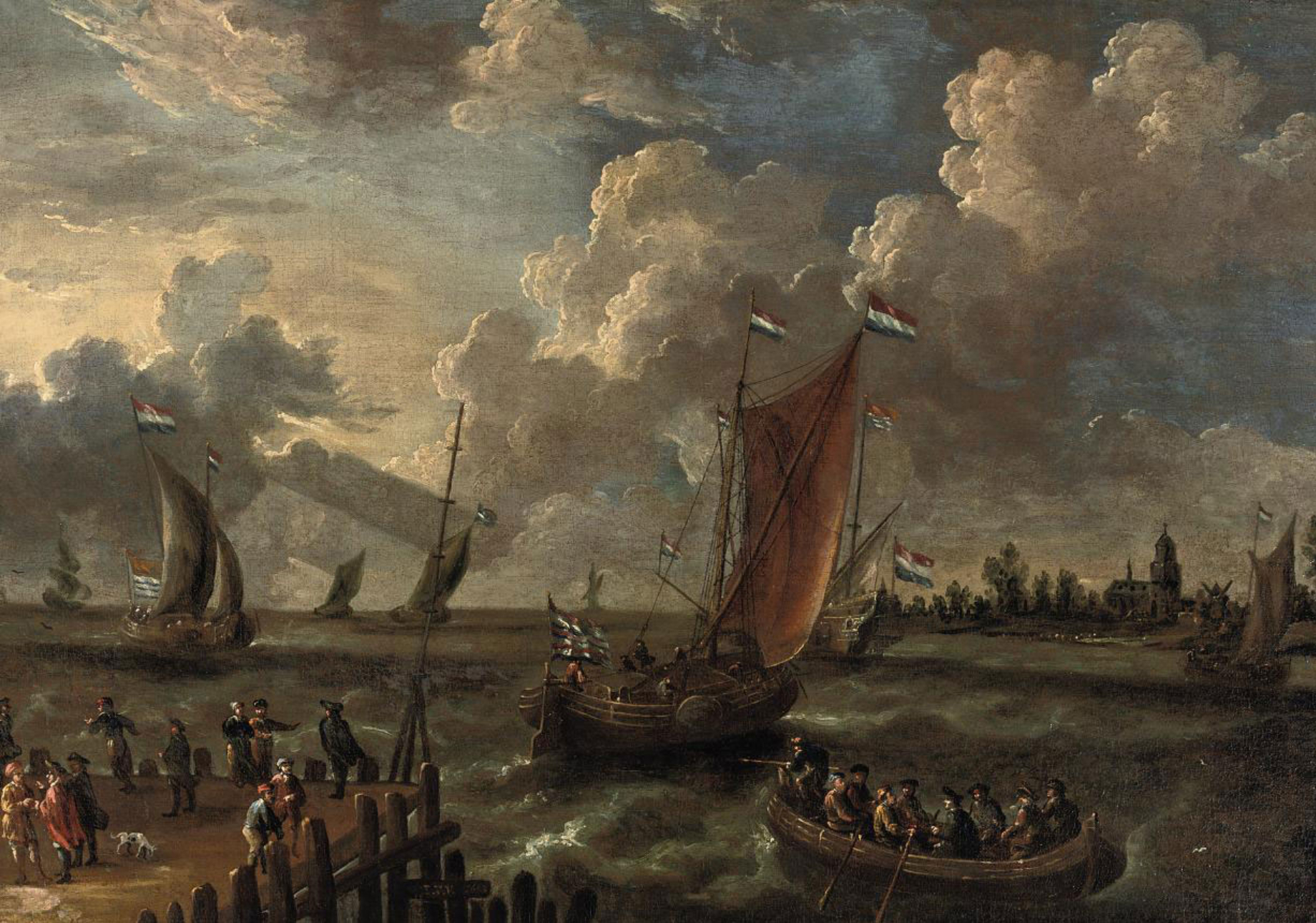
Судно в устье реки с фигурами на причале и городом вдали. 1683. Холст, масло. Частное собрание
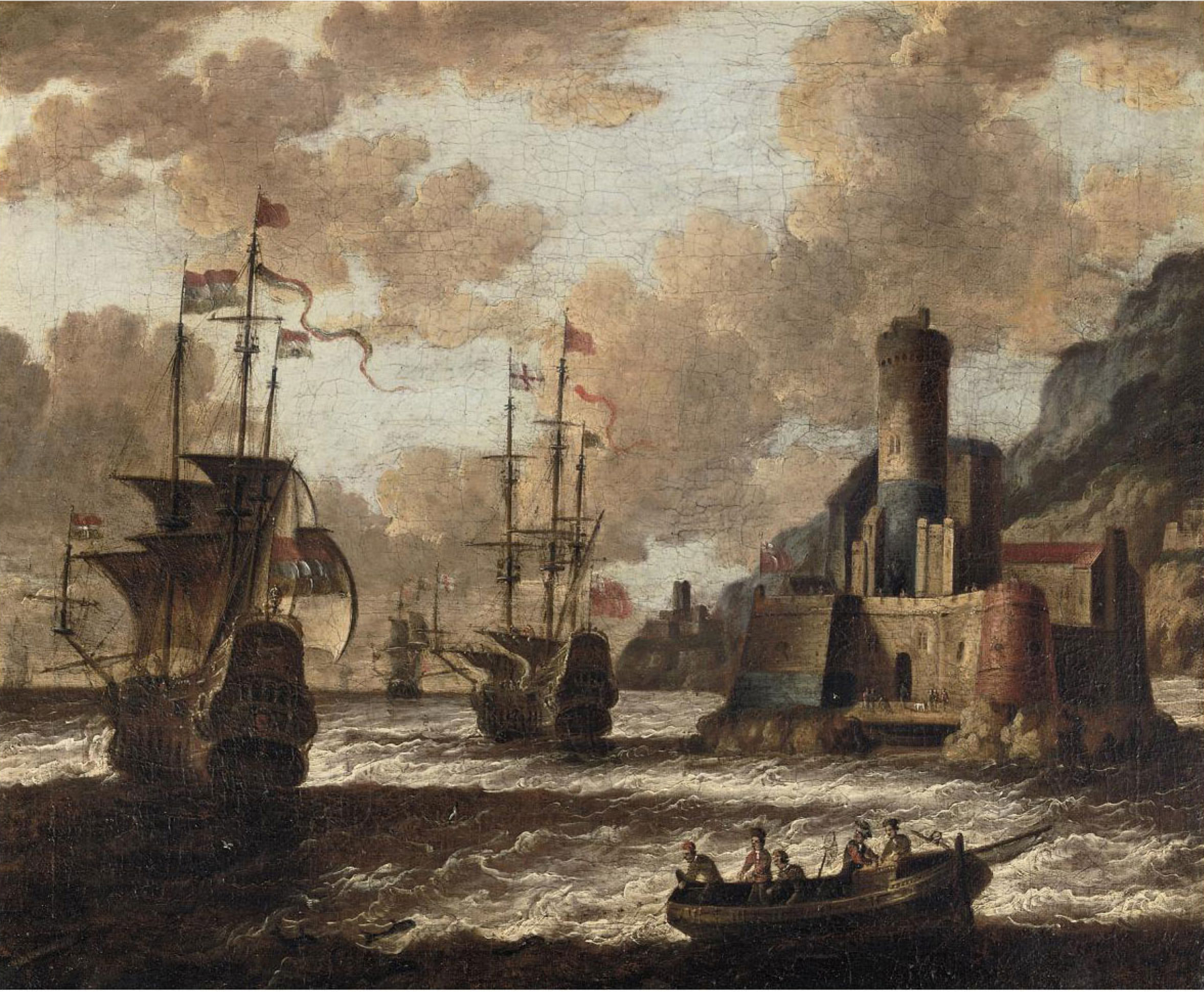
Голландский и английский Man корабли у побережья возле укрепленного города. 1700-е. Холст, масло. Частное собрание
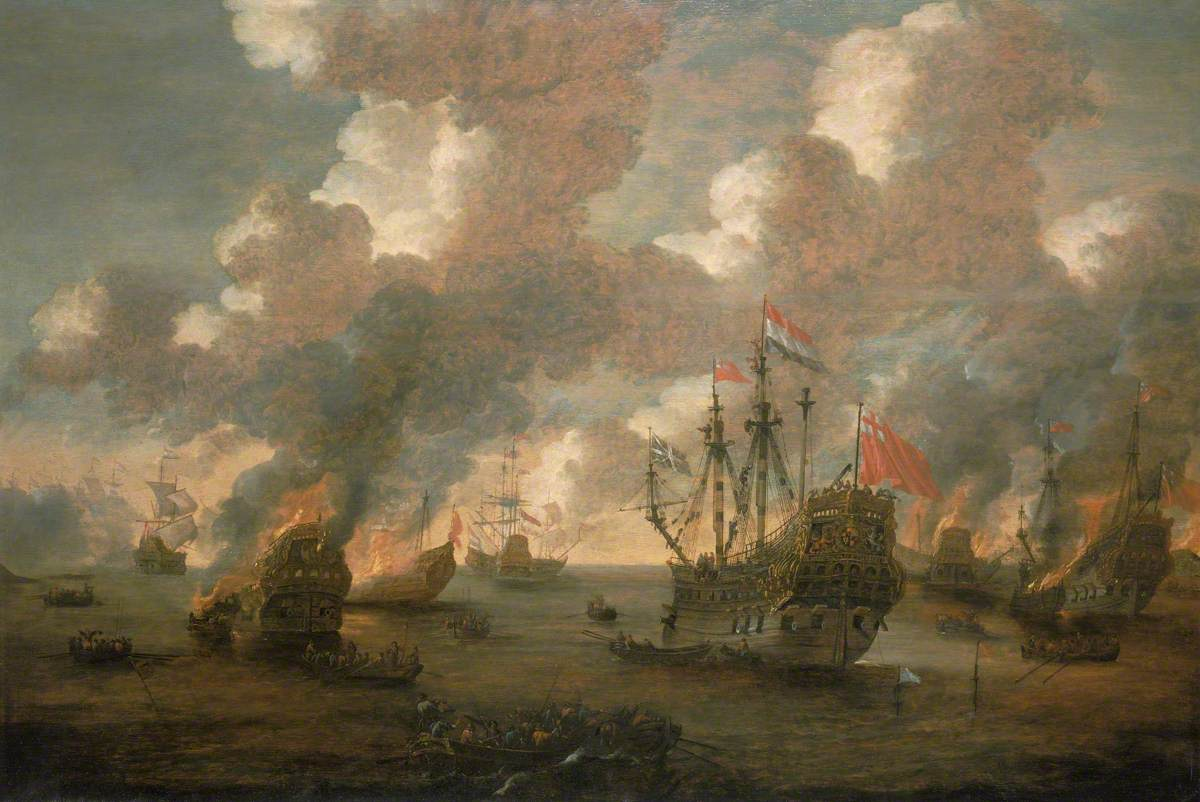
Нападение голландцев на Медуэй 9–14 июня 1667 года. Ок. 1667. Дерево, масло. Королевские музеи, Гринвич, Лондон
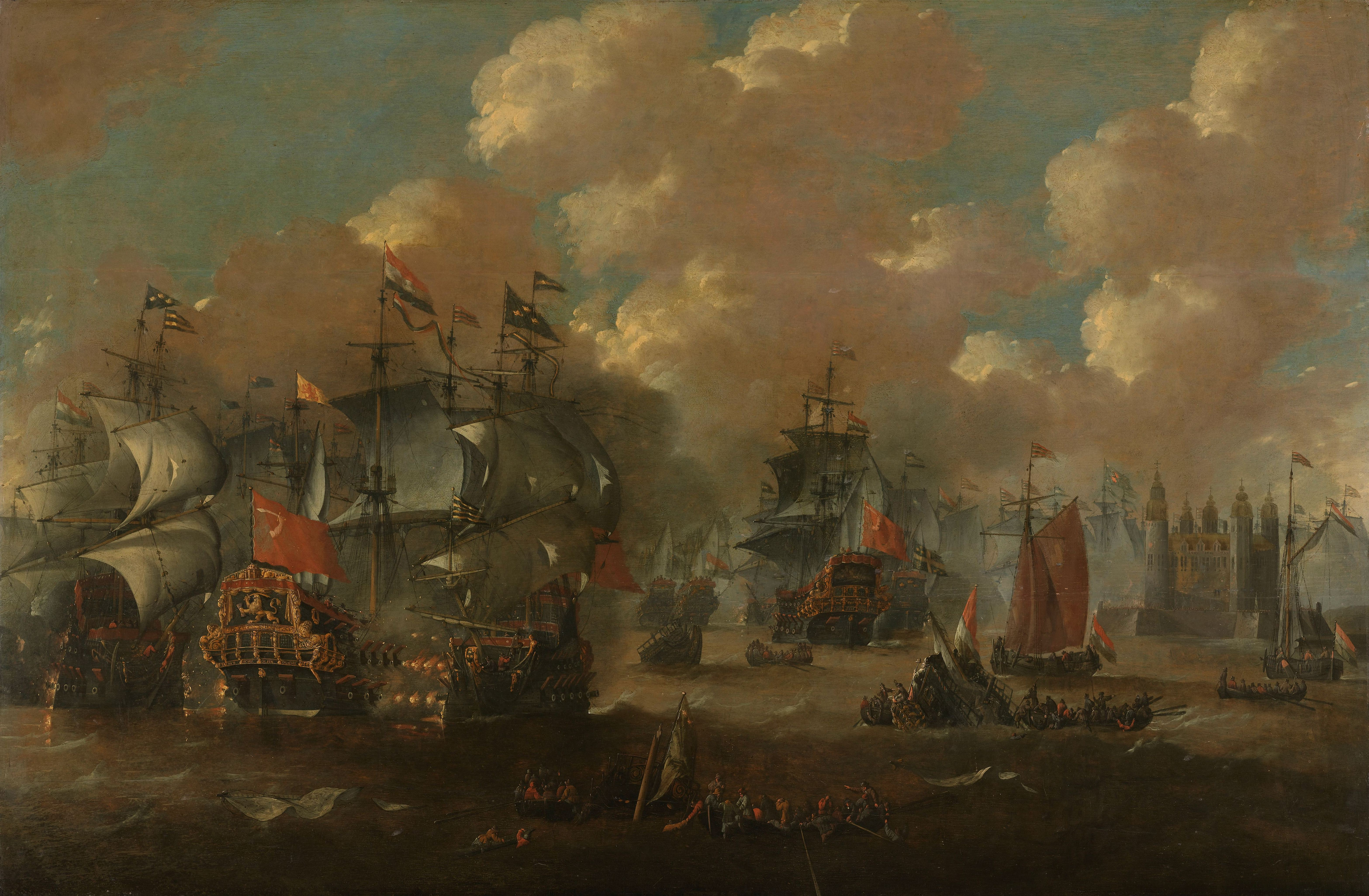
Морское сражение у Эльсинора в Эресунне между нидерландским и шведским флотами 8 ноября 1658 года. Между 1670 и 1679. Дерево, масло